# 백 투 예루살렘
백 투 예루살렘(back to jerusalem, 중국어: 傳回耶路撒冷運動) 운동은 10/40 창에 있는 국가들, 특히 중국에서 이스라엘까지의 불교, 힌두교, 이슬람 국가를 복음화시키려는 중국 가정교회의 기독교 복음 전파 운동이다. 이들은 중국 교회들을 포함한 그리스도인들이 중국과 예루살렘 사이의 온 나라와 도시, 마을, 그리고 종족에 실크로드를 따라 복음을 전파하고, 개신교 신도들의 모임을 설립하는 것이 하나님으로부터의 부르심이라고 믿는다. 실제로 10/40 창 안에 있는 지역들은 기독교가 가장 전해지지 않은 지역이다.
이 운동은 1920년대에 시작되었지만 공산당의 박해때문에 수십 년간 지하에 머물게 되었다. 그러나 문화혁명과 천안문 사태가 지나면서 중국이 서서히 개방화되자, 이러한 운동의 여파는 점점 확산되기 시작했다. 2003년에는 백투 예루살렘 운동의 국제적인 지지자들이 중국 가정교회 리더 윈 형제를 중국 밖으로 망명시켰고, 망명한 윈 형제는 수 형제와 함께 국제적인 백 투 예루살렘 운동 홍보에 나섰다.
윈은 백 투 예루살렘 운동을 실크로드를 따라 중국에서 10만 명의 선교사를 51개국에 보내 예수의 재림을 앞당기려는 목표를 가지고 있다.

## 같이 보기
- 인터콥
- 세대주의
- 신사도 운동

## 참고 문헌
- 윈 형제, 류응렬 역,《백 투 예루살렘》, 홍성사, 2005  ISBN 8936502220
- 최한우(최바울), 《백투 예루살렘》,펴내기, 2007 ISBN 8986179172
- 윈 형제, 고석만 역, 《하늘에 속한 사람》, 홍성사, 2004 ISBN 893650214X